# روبرت دنكان مورتون
روبرت دنكان مورتون (بالإنجليزية: Robert Morton Duncan)‏ (و. 1927 – 2012 م) هو محامي، وقاضي من الولايات المتحدة الأمريكية .
وهو عضو في الحزب الجمهوري .

## التعليم
تعلم في جامعة ولاية أوهايو، وMoritz College of Law.